# شرمن الکسی
شرمن جوزف الکسی جونیور (به انگلیسی: Sherman Joseph Alexie, Jr.) (زاده ۷ اکتبر ۱۹۶۶) نویسنده، شاعر، فیلم‌ساز و فیلم‌نامه‌نویس معاصر آمریکایی است. رمانهای پرطرفدار او مانند خاطرات کاملاً واقعی یک سرخ‌پوست پاره‌وقت از جمله دربارهٔ تجربه زندگی سرخ‌پوست‌های آمریکایی است. او خودش از سرخ‌پوست‌های اسپوکن آمریکاست.
او بیشتر به شرمن الکسی معروف است.

## آثار
- خاطرات صددرصد واقعی یک سرخپوست پاره‌وقت ۲۰۰۷ | ترجمهٔ رضی هیرمندی | نشر افق 1391 [۳] [۴]
- آوازهای غمگین اردوگاه ۱۹۹۵ | ترجمهٔ سعید توانایی | نشر روزنه 1394 [۵] [۶]
- لازم نیست بگویی دوستت دارم ۲۰۱۷ | ترجمهٔ مهدی نمازیان | نشر نون 1396 [۷]
- رقص‌های جنگ ۲۰۰۹ | ترجمهٔ مجتبی ویسی | نشر مروارید 1390 [۸] [۹]
- پرواز ۲۰۰۷ | ترجمهٔ سعید توانایی | نشر افراز 1390 [۱۰] [۱۱]
- هر چیزی که رهن بگذاری من آزاد می‌کنم | ترجمه ی آرش هوشنگی‌فر | نشر آزرمیدخت 1397 [۱۲]